# Carmageddon TDR 2000
Carmageddon TDR 2000 (також відома як Carmageddon: Total Destruction Racing 2000 або ж Carmageddon 3: TDR 2000 в Північній Америці) — відеогра в жанрі перегонів на виживання. Та продовження гри Carmageddon II: Carpocalypse Now була розроблена компанією Torus Games та була випущена у Великій Британії 8 вересня 2000 року та 14 грудня в Північній Америці.
Версія гри Game Boy Color повинна була вийти, але була скасована. Після Carmageddon TDR 2000 серія Carmageddon не діяла понад десять років, а наступна частина, Carmageddon: Reincarnation, не вступила в розробку до 2011 року.

## Опис
Пішоходи можуть загинути в результаті спалення (підпалу) або зіткнення.
Під час розробки TDR 2000, SCi найняв Tozzer.com для створення онлайн-коміксу за мотивами відеогри Carmageddon.

## Пакет розширення
Nosebleed Pack, випущений у 2001 році, був офіційним доповненням для TDR2000, що додавало нові транспортні засоби, середовища, бонуси та покращені багатокористувацькі режими з додатковими картами. Пізніше він був випущений як безкоштовний патч. Саундтрек написаний Plague і Utah Saints.

## Рецепція
Гра отримала оцінку 61,79 % від GameRankings і 48 зі 100 від Metacritic.